# Glokala folkhögskolan
Glokala Folkhögskolan ligger i Sofielund, Malmö, inte långt ifrån Södervärn och Möllevången. Skolan bedriver sin verksamhet på Lantmannagatan 34. Huvudman för skolan är Glokala Folkbildningsföreningen. 
Skolan arbetar utifrån en samhällssyn som bygger på solidaritet och alla människors lika värde.
Att sträva efter och främja ett ekologiskt, ekonomiskt och socialt hållbart samhälle står i fokus för Glokala Folkhögskolans verksamhet. Ur ett folkrörelseperspektiv och i samspel med forskning, offentlig sektor och näringsliv arbetar skolan aktivt med utveckling och förändring lokalt och globalt.

## Historik
Skolan startades 2005 som Sveriges 148:e folkhögskola. Huvudman är den ideella föreningen Folkbildningsföreningen i Malmö som bildades 1989. Förutom Glokala så var även Folkbildningsföreningen med att starta Malmö folkhögskola 1991 men är inte längre aktiv i den verksamheten. Den 18 juni 2013 bytte föreningen namn till Glokala Folkbildningsföreningen.

## Kursutbud

### Långa kurser

#### Allmän kurs med Glokal inriktning
Allmän kurs med Glokal inriktning ger gymnasiekompetens och allmän behörighet till högskola och universitet. På kursen bedrivs temastudier. Exempel på teman: mänskliga rättigheter, ekonomi och ekologi, allt ur ett glokalt perspektiv.

#### Etableringskursen Världen i Malmö
Glokala folkhögskolan började under 2014 att erbjuda en språk- och samhällsorienterande kurs för nyanlända i Sverige som pågår i 6 månader och genomförs i samarbete med Arbetsförmedlingen.

#### Filmlinjen
Filmlinjen är en ettårig kurs i media, film och TV med fokus på dokumentärt berättande inom såväl globala som lokala frågor. Inom ramen av Filmlinjen bedrivs även en terminskurs i projektledning för film och TV.

#### Spinneriet
Spinneriet är Sveriges enda folkhögskoleutbildning med fokus på urban konst och urban musik. Spinneriet arbetar med internationellt framstående gästartister. Skolan ger emellertid ingen utbildning inom urban dans/streetdance. Detta återfinns istället på Åsa folkhögskola i  Sköldinge, Katrineholms kommun.

#### Sfi - Svenska för invandrare
Glokala folkhögskolan startade under 2011 Sfi (svenska för invandrare) för deltagare med annat modersmål än svenska.
Vårterminen 2013 avslutades kursen och slutade att erbjudas då upphandlingen i slutet av 2012 till utbildningsförvaltningen i Malmö inte blev antagen.

#### SMF - Studiemotiverande folkhögskolekurs
Glokala folkhögskolans studiemotiverande folkhögskolekurs pågår i 12 veckor och erbjuder unga arbetssökande hjälp med studieteknik och jobbsökande. Gymnasiets kärnämnen repeteras för att förbereda framtida studier.

### Distanskurser

#### Glokala Tankesmedjan
Glokala Tankesmedjan reflekterar över aktuella frågor, väcker debatt och inspirerar till engagemang.

#### Samhällsentreprenör
I samarbete med Malmö högskola ger Glokala Folkhögskolan distanskursen Samhällsentreprenör. Kursen syftar till att förverkliga deltagarnas projektidéer. I kursen ingår teoretisk fördjupning, projektplanering och inspirerande gästföreläsare.

#### Permakultur distans
Permakultur distans är en grundläggande kurs i hållbar odling för en hållbar samhällsutveckling. Kursen kan användas som en grundutbildning i olika hållbarhets- och omställningsprojekt.